# Pterocryptis
Pterocryptis és un gènere de peixos de la família dels silúrids i de l'ordre dels siluriformes. Solen viure a rius de muntanya a cabal ràpid a l'Índia, Xina i Àsia Sud-oriental.

## Taxonomia
- Pterocryptis afghana (Günther, 1864)
- Pterocryptis anomala (Herre, 1934)
- Pterocryptis barakensis (Vishwanath & Sharma, 2006)[2]
- Pterocryptis berdmorei (Blyth, 1860)[3]
- Pterocryptis bokorensis (Pellegrin & Chevey, 1937)[4]
- Pterocryptis buccata (Ng & Kottelat, 1998)[5]
- Pterocryptis burmanensis (Thant, 1966)[6]
- Pterocryptis cochinchinensis (Valenciennes, 1840)[7]
- Pterocryptis crenula (Ng & Freyhof, 2001)[8]
- Pterocryptis cucphuongensis (Mai, 1978)[9]
- Pterocryptis furnessi (Fowler, 1905)[10]
- Pterocryptis gangelica (Peters, 1861)[11]
- Pterocryptis indicus (Datta, Barman & Jayaram, 1987)[12]
- Pterocryptis inusitata (Ng, 1999)[13]
- Pterocryptis punctatus (Day, 1868)
- Pterocryptis torrentis (Kobayakawa, 1989)[14]
- Pterocryptis verecunda (Ng & Freyhof, 2001)[8]
- Pterocryptis wynaadensis (Day, 1873)[15]